# Pilangsari (Sayung)
Pilangsari is een bestuurslaag in het regentschap Demak van de provincie Midden-Java, Indonesië. Pilangsari telt 2808 inwoners (volkstelling 2010).